# Sarrecave
Sarrecave ist eine französische Gemeinde mit 72 Einwohnern (Stand 1. Januar 2022) im Département Haute-Garonne in der Region Okzitanien (zuvor Midi-Pyrénées). Die Einwohner werden als Serrecavais bezeichnet.

## Geographie
Umgeben wird Sarrecave von den drei Nachbargemeinden:
|         | Nizan-Gesse                                 |          |
|         | Kompassrose, die auf Nachbargemeinden zeigt |          |
| Balesta |                                             | Larroque |

## Bevölkerungsentwicklung
| Jahr                      | 1962 | 1968 | 1975 | 1982 | 1990 | 1999 | 2006 | 2012 | 2016 | 2019 |
| ------------------------- | ---- | ---- | ---- | ---- | ---- | ---- | ---- | ---- | ---- | ---- |
| Einwohner                 | 90   | 86   | 63   | 57   | 59   | 61   | 76   | 73   | 77   | 78   |
| Quelle: Cassini und INSEE |      |      |      |      |      |      |      |      |      |      |

Im Jahr 1856 hatte der Ort mit 312 Einwohnern die höchste Bevölkerungszahl. In den folgenden Jahrzehnten wanderten viele Einwohner nach Argentinien aus.

## Sehenswürdigkeiten
- Kirche Saint-Georges